# Lâu đài Hasištejn
Lâu đài Hasištejn (tiếng Séc: Hrad Hasištejn) là một lâu đài thời Trung cổ (hiện nay còn lại tàn tích), tọa lạc ở dãy núi Quặng, ở phía tây làng Místo, huyện Chomutov, vùng Ústí nad Labem, Cộng hòa Séc. Công trình này có tên trong danh sách các di tích văn hóa của Cộng hòa Séc.

## Lịch sử
Văn bản lịch sử đầu tiên đề cập đến lâu đài Hasištejn có từ năm 1348. Lâu đài được xây dựng với mục đích bảo vệ con đường từ Praha đến Sachsen. Đầu thế kỷ 15, lâu đài từng bị Vua Wenzel IV của Bohemia chiếm giữ. Chủ nhân tiếp theo của lâu đài là quý tộc Nicholas của Lobkowicz.
Vào thế kỷ 16, nhà văn người Séc nổi tiếng - Bohuslav Hasištejnský của Lobkovice sinh sống tại lâu đài này. Ông sở hữu một niềm say mê lớn lao đối với du lịch, khoa học và nghệ thuật, nên lúc bấy giờ lâu đài có một thư viện khổng lồ (gồm hơn 650 quyển) do chính ông sưu tập. Vì vậy, nhiều học giả đã từng đến lâu đài Hasištejn để mượn sách, trong đó có thể kể đến hai vị khách nổi tiếng là Martin Luther và Philip Melanchthon. Tuy nhiên, sau khi Bohuslav qua đời vào năm 1510, lâu đài dần rơi vào tình trạng xuống cấp nghiêm trọng. Lâu đài cũng bị tàn phá nặng hơn trong một trận hỏa hoạn vào năm 1560.
Hiện nay, tàn tích còn sót lại của lâu đài Hasištejn chủ yếu là tòa tháp và các bức tường. Đây cũng là một trong những di tích thu hút du khách yêu thích lịch sử ở địa phương. Theo thống kê năm 2019, có khoảng 14 nghìn lượt du khách đã đến thăm nơi đây.

## Hình ảnh

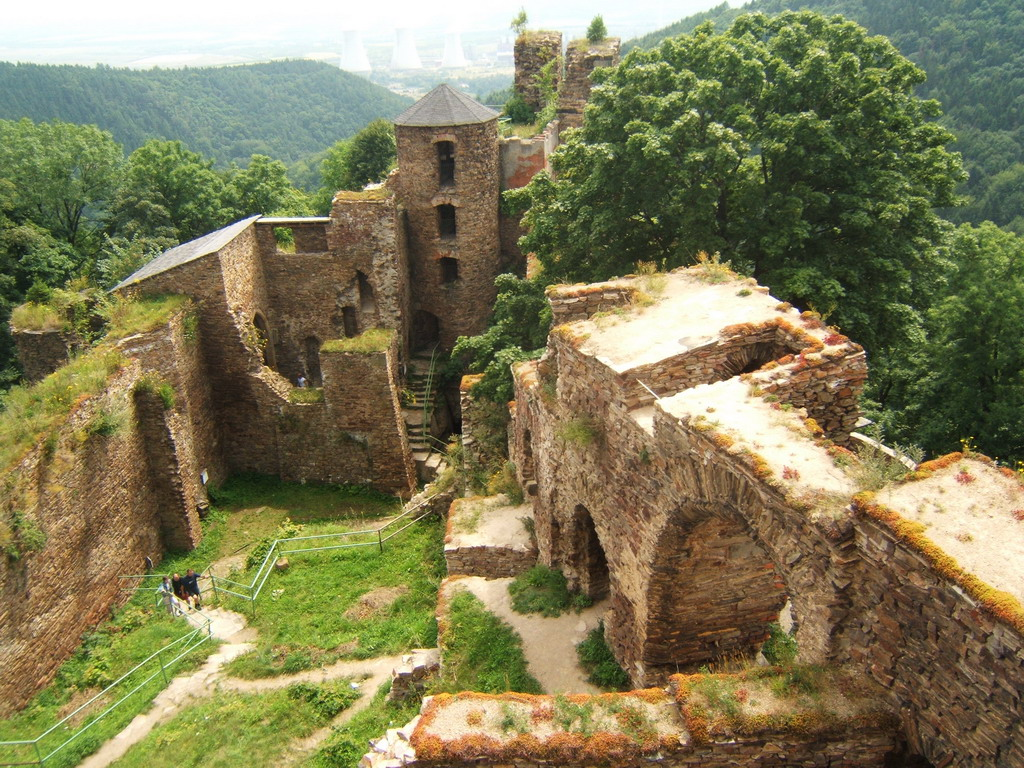
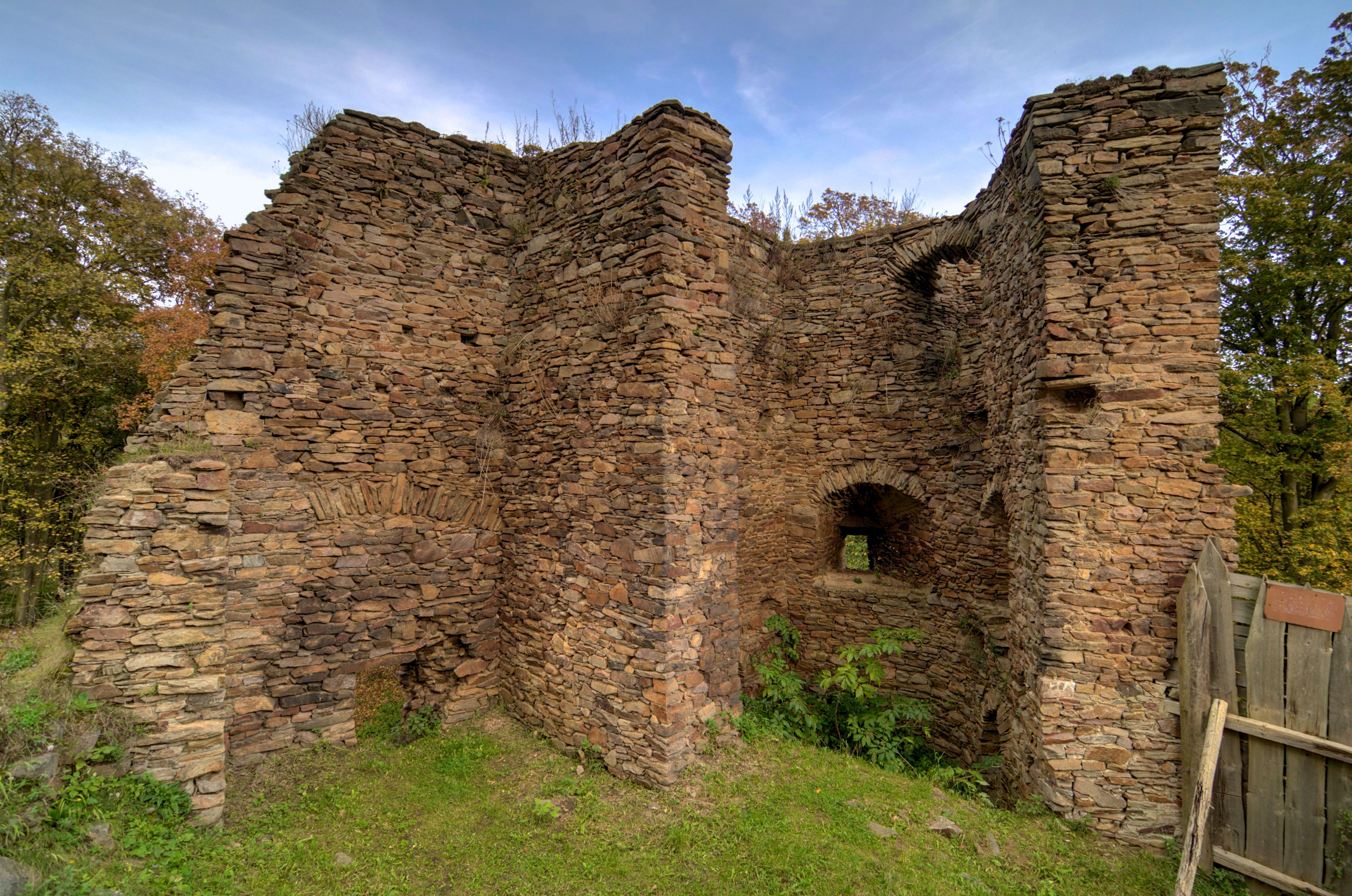
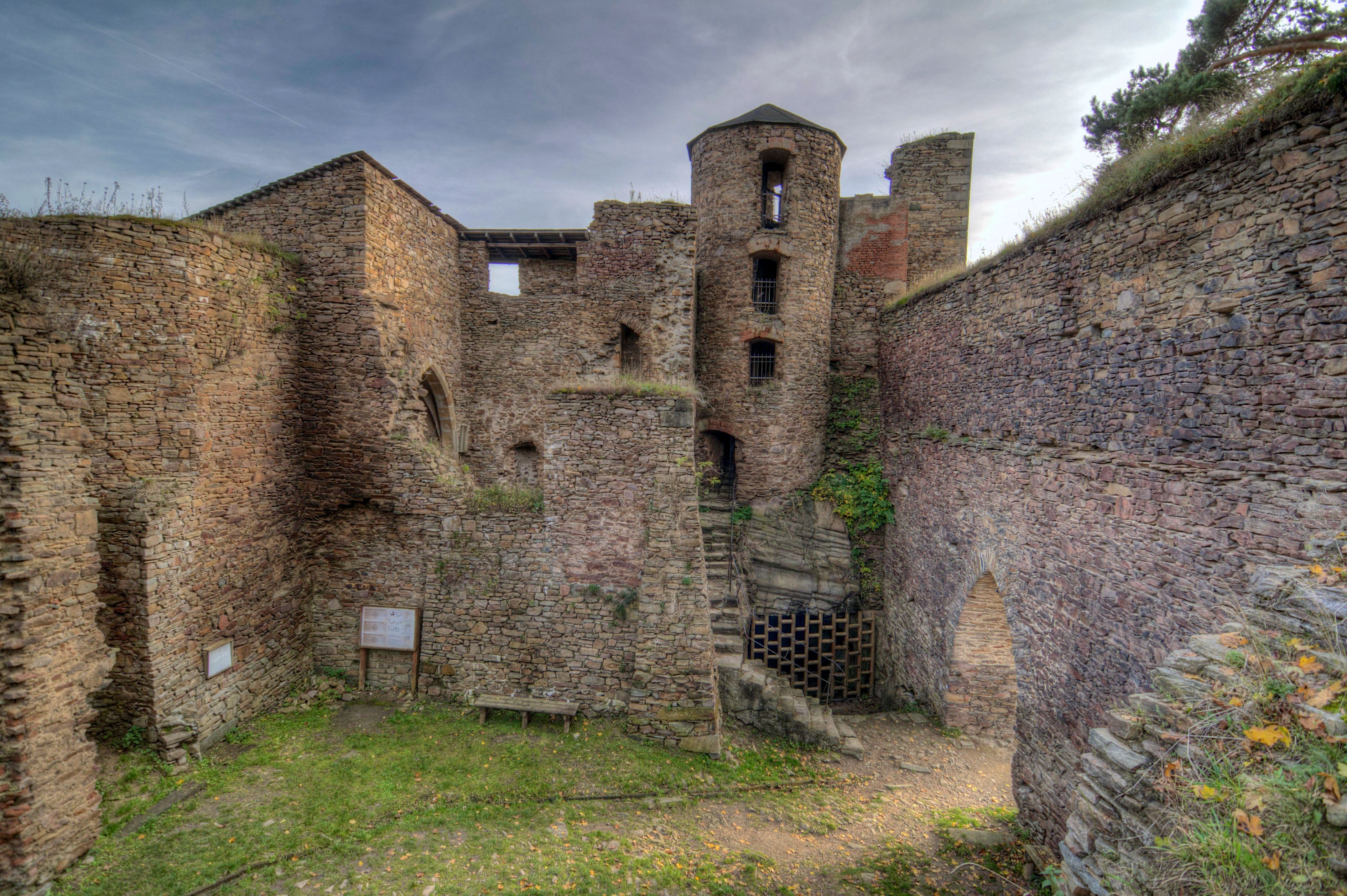